# 前田重靖
前田 重靖（まえだ しげのぶ）は、加賀藩の第8代藩主。加賀前田家9代。第5代藩主・前田吉徳の五男であり、吉徳の息子で藩主についた5人（宗辰、重煕、重靖、重教、治脩）のうち3番目の藩主である。

## 来歴
享保20年、金沢で生まれる。幼名は嘉三郎。延享4年（1747年）、諱を利見（としちか）とする。寛延元年（1748年）の加賀騒動により、翌寛延2年（1749年）3月、異母兄・利和と入れ替わる形で江戸に上り、藩主・重煕の仮養子となる。宝暦元年（1751年）11月、松平の名字を与えられる。同年12月、将軍徳川家重に謁し、従五位下に叙されて上総介を称する。
宝暦3年（1753年）5月18日、異母兄・重煕の死により、末期養子として家督を継いだ。6月、重煕と同じく将軍徳川家重より偏諱を授かって重靖に改名する。また正四位下・左近衛権少将となり、加賀守を称する。同年7月28日、藩主として初めて帰国の許可を幕府より得る。8月16日出立するが、道中で麻疹を患い、金沢に到着するものの、9月29日に19歳で病死した。同年10月5日に至り、加賀藩は重靖の死亡を公表した。家督は異母弟の利篤（重教）が継いだ。

## 系譜
- 父：前田吉徳（1690年 - 1745年）
- 母：縫、善良院 - 奥泉（石川）氏
- 婚約者：賢姫 - 徳川宗直の娘
- 養子
  - 男子：前田重教（1741年 - 1786年） - 実弟